# Tour der neuseeländischen Rugby-Union-Nationalmannschaft nach Australien und Fidschi 1968
| Tour der All Blacks nach Australien und Fidschi 1968 | Tour der All Blacks nach Australien und Fidschi 1968 | Tour der All Blacks nach Australien und Fidschi 1968 | Tour der All Blacks nach Australien und Fidschi 1968 | Tour der All Blacks nach Australien und Fidschi 1968 |
| Übersicht                                            | S                                                    | G                                                    | U                                                    | N                                                    |
| ---------------------------------------------------- | ---------------------------------------------------- | ---------------------------------------------------- | ---------------------------------------------------- | ---------------------------------------------------- |
| Test Matches                                         | 02                                                   | 02                                                   | 0                                                    | 0                                                    |
| Sonstige Spiele                                      | 10                                                   | 10                                                   | 0                                                    | 0                                                    |
| Gesamt                                               | 12                                                   | 12                                                   | 0                                                    | 0                                                    |
|                                                      |                                                      |                                                      |                                                      |                                                      |
| Australien                                           | 02                                                   | 02                                                   | 0                                                    | 0                                                    |

Die Tour der neuseeländischen Rugby-Union-Nationalmannschaft nach Australien und Fidschi 1968 umfasste eine Reihe von Freundschaftsspielen der All Blacks, der Nationalmannschaft Neuseelands in der Sportart Rugby Union. Das Team reiste im Mai und Juni 1968 durch Australien und Fidschi, wobei es zehn Spiele bestritt. Dazu gehörten zwei Test Matches gegen die Wallabies und die erste Begegnung mit der fidschianischen Nationalmannschaft, die jedoch nicht als Test Match zählte. Die Neuseeländer entschieden sämtliche Spiele für sich und verteidigten den Bledisloe Cup.
Der australische Nationaltrainer Desmond Connor (der früher sowohl für die Wallabies als auch für die All Blacks gespielt hatte) hatte vor der Tour die Spielregeln genau studiert und wendete nach Absprache mit den Schiedsrichtern erstmals in der Südhemisphäre den kurzen Gasseneinwurf an. Diese Taktik verbreitete sich rasch weiter und bildet heute auf allen Stufen den Standard.

## Spielplan
- Hintergrundfarbe grün = Sieg

(Test Matches sind grau unterlegt; Ergebnisse aus der Sicht Neuseelands)
| #  | Datum         | Gegner                       | Ort       | Stadion               | Ergebnis |
| -- | ------------- | ---------------------------- | --------- | --------------------- | -------- |
| 01 | 21. Mai 1968  | Sydney                       | Sydney    | Sydney Sports Ground  | 14:9     |
| 02 | 25. Mai 1968  | Tasmanian Rugby Union        | Hobart    | Queenborough Oval     | 74:0     |
| 03 | 28. Mai 1968  | Junior Wallabies             | Adelaide  | Norwood Oval          | 43:3     |
| 04 | 01. Juni 1968 | Victorian Rugby Union        | Melbourne | Olympic Park Stadium  | 68:0     |
| 05 | 05. Juni 1968 | Australian Capital Territory | Canberra  | Northbourne Oval      | 44:0     |
| 06 | 08. Juni 1968 | New South Wales Waratahs     | Sydney    | Sydney Sports Ground  | 30:5     |
| 07 | 10. Juni 1968 | New South Wales Country      | Newcastle | Sports Ground         | 29:3     |
| 08 | 12. Juni 1968 | Australia Combined Services  | Adelaide  | Norwood Oval          | 45:8     |
| 09 | 15. Juni 1968 | Australien                   | Sydney    | Sydney Cricket Ground | 27:11    |
| 10 | 18. Juni 1968 | Queensland Reds              | Brisbane  | Ballymore Stadium     | 34:3     |
| 11 | 22. Juni 1968 | Australien                   | Brisbane  | Ballymore Stadium     | 19:18    |
| 12 | 25. Juni 1968 | Fidschi                      | Suva      | National Stadium      | 33:6     |

## Test Matches
| 15. Juni 1968 | Australien                                                 | 11 : 27       | Neuseeland                                                                                      | Sydney Cricket Ground, Sydney Zuschauer: 24.800 Schiedsrichter: Roger Vanderfield (Australien) |
| 15. Juni 1968 | Versuche: Cardy Erhöhungen: McGill Straftritte: McGill (2) | (0:8) Bericht | Versuche: Kirkpatrick (3) Kirton Laidlaw Steel Erhöhungen: McCormick (3) Straftritte: McCormick | Sydney Cricket Ground, Sydney Zuschauer: 24.800 Schiedsrichter: Roger Vanderfield (Australien) |

Aufstellungen:
- Australien: Tony Abrahams, John Ballesty, John Brass, Alan Cardy, Ken Catchpole , John Cole, Greg Davis, Peter Johnson, Arthur McGill, Roy Prosser, Peter Reilly, Hugh Rose, Jim Roxburgh, Philip Smith, David Taylor 
 Auswechselspieler: John Hipwell, Barry Honan
- Neuseeland: Wayne Cottrell, Bill Davis, Ken Gray, Earle Kirton, Chris Laidlaw, Tom Lister, Brian Lochore , Fergus McCormick, Bruce McLeod, Colin Meads, Brian Muller, Tony Steel, Sam Strahan, Grahame Thorne, Kel Tremain 
 Auswechselspieler: Ian Kirkpatrick

| 22. Juni 1968 | Australien                                | 18 : 19         | Neuseeland                                                                                | Ballymore Stadium, Brisbane Zuschauer: 12.000 Schiedsrichter: Kevin Crowe (Australien) |
| 22. Juni 1968 | Versuche: Hipwell Straftritte: McGill (5) | (12:11) Bericht | Versuche: Lister Thorne Strafversuch Erhöhungen: McCormick (2) Straftritte: McCormick (2) | Ballymore Stadium, Brisbane Zuschauer: 12.000 Schiedsrichter: Kevin Crowe (Australien) |

Aufstellungen:
- Australien: John Ballesty, Alan Cardy, John Cole, Greg Davis, Stuart Gregory, John Hipwell, Barry Honan, Peter Johnson , Arthur McGill, Roy Prosser, Peter Reilly, Hugh Rose, Jim Roxburgh, Philip Smith, David Taylor 
 Auswechselspieler: Alex Pope
- Neuseeland: Wayne Cottrell, Bill Davis, Alister Hopkinson, Ian Kirkpatrick, Earle Kirton, Anthony Kreft, Chris Laidlaw , Tom Lister, Fergus McCormick, Bruce McLeod, Colin Meads, Tony Steel, Sam Strahan, Grahame Thorne, Graham Williams